# NGC 5224
NGC 5224 is een spiraalvormig sterrenstelsel in het sterrenbeeld Maagd. Het hemelobject werd op 12 mei 1793 ontdekt door de Duits-Britse astronoom William Herschel.

## Synoniemen
- MCG 1-35-9
- ZWG 45.30
- NPM1G +06.0389
- PGC 47884